# Massa Fiscaglia
Massa Fiscaglia (La Mase nel dialetto locale) è una frazione di 3 781 abitanti del comune di Fiscaglia, nella provincia di Ferrara. Fino al 31 dicembre 2013 costituiva un comune autonomo.

## Geografia fisica

### Territorio
Il territorio del paese è posto fra i 30 e i 35 chilometri ad est di Ferrara e tra i 15 e i 20 chilometri a nord-ovest di Comacchio, lungo il Volano, una diramazione del Po attualmente ridotta a canale di bonifica, ma che dal primo medioevo ne costituiva il principale ramo deltizio.
Interamente pianeggiante (altitudine massima 3 metri) ed in parte sotto il livello del mare, il territorio era originariamente caratterizzato da una successione di valli (bacini lacustri, talvolta salmastri) e paludi deltizie, separate da dossi, con un precario equilibrio idrografico. La coltivazione è stata resa possibile da continui interventi di canalizzazione e bonifica, particolarmente estesi ed intensi nella seconda metà del XIX secolo. Ora le campagne si caratterizzano per ampi lotti in coltura industriale, a relativamente bassa densità abitativa.
I terreni sono costituiti da depositi palustri-alluvionali di tipo argilloso (argille organiche e lenti di limi sabbiosi), sebbene siano ancora visibili tracce di qualche cordone dunoso, residuo delle antiche linee di costa. Geologicamente recenti ed abbastanza potenti (ossia costituiti da strati molto spessi, con granulometria piuttosto uniforme), ricchi di torbe che li rendono tendenzialmente acidi, sono di norma con la falda freatica in prossimità del piano campagna e frequentemente saturi.

### Clima
La stazione meteorologica più vicina è quella di Codigoro.
In base alla media trentennale di riferimento 1961-1990, la temperatura media del mese più freddo, gennaio, si attesta a 2,1 °C; quella del mese più caldo, luglio, è di 23,5 °C.
- Classificazione climatica: zona E, 2270 GR/G

## Origini del nome
Il più probabile significato del toponimo indica l'esistenza di una "massa di beni" (o, dal celtico mas o mae, campo, gran campo, prato) che in seguito a confische divenne "con-fisco" (lat. fĭscu(m), "cesto" poi “cassa dello Stato”), zona in cui si imponevano tasse a favore del fiscus Caesaris, ossia la cassa privata dell'imperatore, in contrapposizione all'ager publicus, l'erario statale, suggerendo l'ipotesi di un'origine tardo-romana.

## Storia

### Medioevo
L'etimo del toponimo Massa Fiscalie, o Massa Phiscalia, assieme all'autonomia del «consortium», lascia pensare a due possibili ipotesi sulla sua origine: la prima è che sia frutto di una confisca nel VI secolo dell'Esarcato di Ravenna, poi organizzata a «castrum» a scopo difensivo. Come nota Procopio di Cesarea in una sua missiva, presso l'Esarcato si riscontravano infatti diverse proprietà appartenenti al fisco, molte delle quali provenienti da re ostrogoti.
La seconda ipotesi, sostenuta da alcuni studiosi locali, è che l'origine sia tardo-romana. Ad avvalorare quest'ultima è anche il ritrovamento delle tracce di alcuni insediamenti romani (tra cui una stele funeraria e alcuni laterizi con timbro imperiale), principalmente lungo l'argine Trebbia e Gallare.
Meno probabile pare che l'origine derivi piuttosto da un insediamento arimanno dopo la caduta dell'Esarcato di Ravenna nel 750-751 ad opera dei longobardi (e quindi degli arimanni). Anche se nel Liber censuum Romanae Ecclesiae di papa Onorio III del 1192 si definisce Masse Fuscalie esplicitamente come arimanniam, tale zona fu però riconquistata circa 4 anni dopo da Pipino il Breve, tra il 754 e il 756. Le terre sottratte ai longobardi furono poi cedute alla Santa Sede da Carlo Magno nel 774 in ottemperanza alla Promissio Carisiaca. Pertanto, arimanniam andrebbe intesa come tipo di organizzazione comunitaria, non come comunità fondata da arimanni.
La prima menzione certa di «Massam item cognomento Fiscaliam» appare nel 921 in una bolla di papa Giovanni X il quale la concedeva ad Onesto, arcivescovo di Ravenna. Sempre nello stesso anno è menzionata in un placito su querela dell'arcivescovo, in quanto gli abitanti rifiutarono di assoggettarsi contestando la precedente appartenenza alla Chiesa. I giudici imperiali di Berengario I infine la riconoscono Patrimonium Petri.
L'antica Fiscaglia però non corrisponde all'odierna Massa Fiscaglia, ma era un territorio molto più ampio che si estendeva interamente sulla desta del Po di Volano e sulla sinistra del Verginese tra Medelana, Codigoro e Lagosanto avendo come confine orientale il fiume Trebba.
Essa aveva il suo epicentro intorno alla pieve di San Vitale in Fiscaglia, presso Migliarino, la quale viene fatta risalire al VI secolo. Ad essa si aggiunsero la chiesa di Santa Margherita nel 1031 e l'abbazia di San Marco nel 1227 a Valcesura, il cui etimo riecheggia un'origine romana (portus salis versus Vallem Clusuriam, da cui Valcesura, ma di porti per il sale erano dotati tutti i tre centri principali; a Migliaro esiste ancora oggi un Vicolo Porto che portava alla Ripa sul Volano). Dei tre complessi religiosi, il primo, dopo tre secoli di abbandono, è stato riedificato attorno al 1983, mentre degli altri due oggigiorno sono pervenuti solo ruderi.
Il primo statuto comunale fu "concesso" da Ferrara (con l'intento di formalizzare il proprio dominio de facto nella zona, inasprendo il contenzioso con la Santa Sede) il 26 maggio 1219; in esso si dona in locazione perpetua alla comunità locale un vasto terreno sulla sponda destra del Volano, che da Codigoro giungeva a una distanza da Castracavallo di un miglio (da Stracavallo per un unum miliare sopra Padum).
Con l'intervento del Comune di Ferrara di inizio 1200, il quale mirava a controllare il Volano e forse ad espandersi fino a Pomposa, fu così costituita nella parte orientale la Massa Nova Fiscalie con una confinazione già allora ben definita che corrisponde ancora oggi agli attuali confini di Massa Fiscaglia.
La singolarità del «consortium» di Fiscalia è testimoniata dall'esistenza di antichi statuti comunali, leggi che regolavano la vita comunitaria nel Medioevo, segno che godettero di un'ampia autonomia. Per tutto il territorio ferrarese ne è stato reperito solo un altro, quello di Bondeno. Prima ancora degli statuti comunali si aggiungono alcuni rescritti del X e XI secolo che accennano ai privilegi già in essere. Tale organizzazione è definibile come un'unione di liberi (excertitales) insediati su un'arimannia.
Non secondario fu per la zona il ruolo del Volano, lungo il quale (o perlomeno lungo l'attuale corso) sorge il nucleo abitativo di Massa Fiscaglia. Tale ramo del Po ne fu il principale ramo deltizio a partire dallo sconvolgimento idrologico del VI secolo, acquistando importanza nella navigazione fluviale, nonché militare.
Dalla lettura del corpo di leggi trecentesco si nota un grande interesse per l'ambiente, indotto dalla profonda instabilità idrografica di un territorio da sempre caratterizzato da paludi e valli, sulle quali la abitabilità e la messa a coltura dipendevano dalla manutenzione degli argini dei fiumi, a cominciare dal Volano che, con la sua notevole portata, poteva modificare l'assetto delle terre emerse e strappare all'agricoltura raccolti preziosi. I lavori di manutenzione del territorio erano obbligatori per tutti e non presupponevano remunerazione.

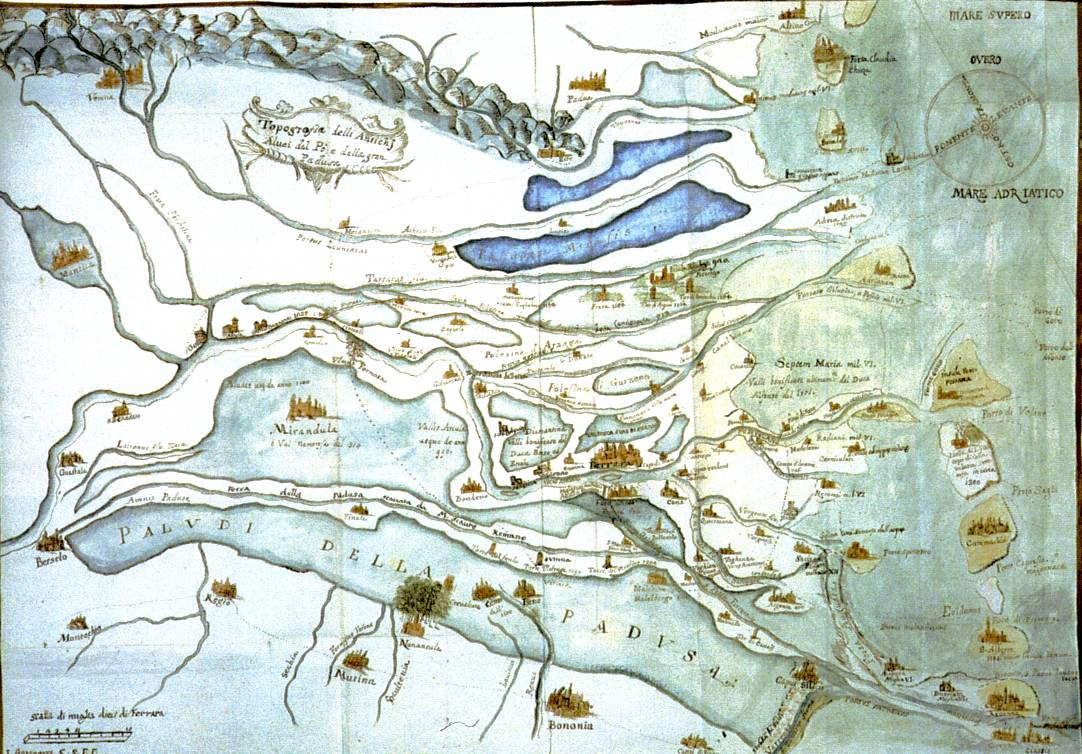
Il territorio ferrarese nel 1570.

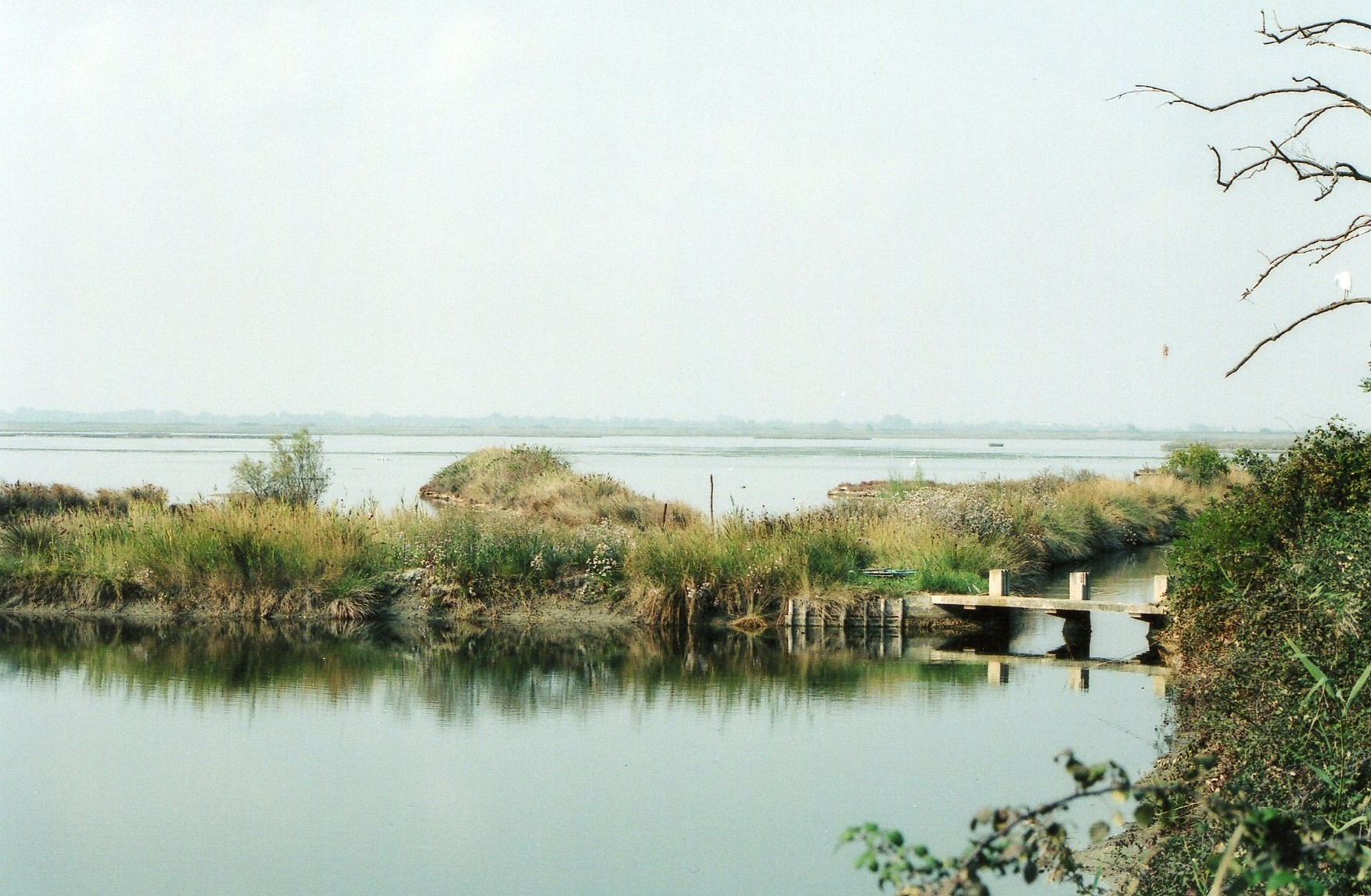
Valle di Canneviè a Codigoro, tipica zona umida.

### Dall'ultimo periodo Estense all'unità d'Italia
Nel 1598, con la fine del dominio Estense, il territorio del paese entrò a far parte dello Stato Pontificio fino all'ottobre del 1796 con la costituzione della Repubblica Cispadana.
Nonostante gli sforzi per gli arginamenti e la cura dei canali, un peggioramento delle condizioni climatiche nel XVI-XVII secolo, assieme ai fenomeni di subsidenza, riportarono diversi territori circostanti, mai completamente bonificati, in uno stato semi paludoso, sebbene in condizioni relativamente migliori rispetto al VI-VII secolo, periodo di grandi sconvolgimenti idrici nella pianura padana, come la rotta della Cucca.
In questo lungo periodo di progressivi cambiamenti climatici, due furono gli avvenimenti che incisero drasticamente sulla rete idrografica ferrarese. Il primo fu il sisma del 17 novembre 1570: se durante tutto il dominio della signoria Estense il braccio principale del Po scorreva per Ferrara per poi dividersi nei rami di Volano e Primaro, successivamente l'acqua prese a incanalarsi con forza nel ramo di Venezia (allora Po di Corbola o Po del Mazzorno), fino ad allora marginale nell'immensità del delta. 
Il secondo degli avvenimenti fu il Taglio di Porto Viro iniziato nel 1600, col quale il ramo di Venezia diventò definitivamente il braccio principale del Po e si determinò il quasi completo interramento del ramo di Primaro e una forte riduzione della portata del ramo di Volano, rendendolo poco utilizzabile per la navigazione di grandi imbarcazioni.
Come si può cogliere in una mappa del 1570, riportata qui a lato, la valle Padusa isolava a sud il territorio ferrarese, mentre Pomposa e Comacchio non erano quasi collegate con la terraferma.
A sud e ad est dell'abitato di Massa Fiscaglia vi erano le valli della Massa, Gallare e Brulla, a nord del Volano si estendeva la valle di Ambrogio e infine ad ovest, prima di Migliaro, si interponeva la valle Mazzore. Codigoro era raggiungibile unicamente percorrendo gli argini. Se si escludono l'isola della Corba e i dossi fluviali, la totalità dei terreni a sud e ad est erano in stato paludoso o semipaludoso.
La costituzione nel 1605 del "Consortium di San Giorgio" e gli interventi del cardinale Sigismondo Chigi del 1673 (unita ad una sua riforma mirata ad alleggerire il carico della tassazione sulla comunità), migliorarono un poco la situazione. Nel frattempo l'economia della zona, da una tipologia mista agricola e valligiana, con i contributi derivati dal commercio fluviale e dall'avamposto militare/doganale di Tieni, si era portata ad una tipologia principalmente valligiana, la quale non poteva assicurare un sostentamento pari al precedente. Proseguì il declino della popolazione, già iniziato nel periodo rinascimentale. Se negli statuti comunali nel 1219 si può leggere che erano presenti 700 famiglie che, con approssimativamente 3-4 persone per focolare, fanno ipotizzare più di 2 500 persone, nel 1786 erano scese a 1 583. Scompaiono il seminario della collegiata di Massa Fiscaglia nel 1766 ed alcuni oratori, mentre nei territori attualmente di Migliaro e Migliarino furono abbandonate anche la pieve di S. Vitale, la chiesa di San Margherita e l'abbazia di S. Marco di Valcesura, nel 1600.
Dal 9 febbraio al 4 luglio 1849 ci fu il breve governo della Repubblica romana prima della restaurazione dello Stato Pontificio, mentre il 21 giugno 1859 l'Emilia Romagna entrò a far parte del Regno di Sardegna fino ad arrivare all'unità d'Italia.

### Dall'unità d'Italia ad oggi

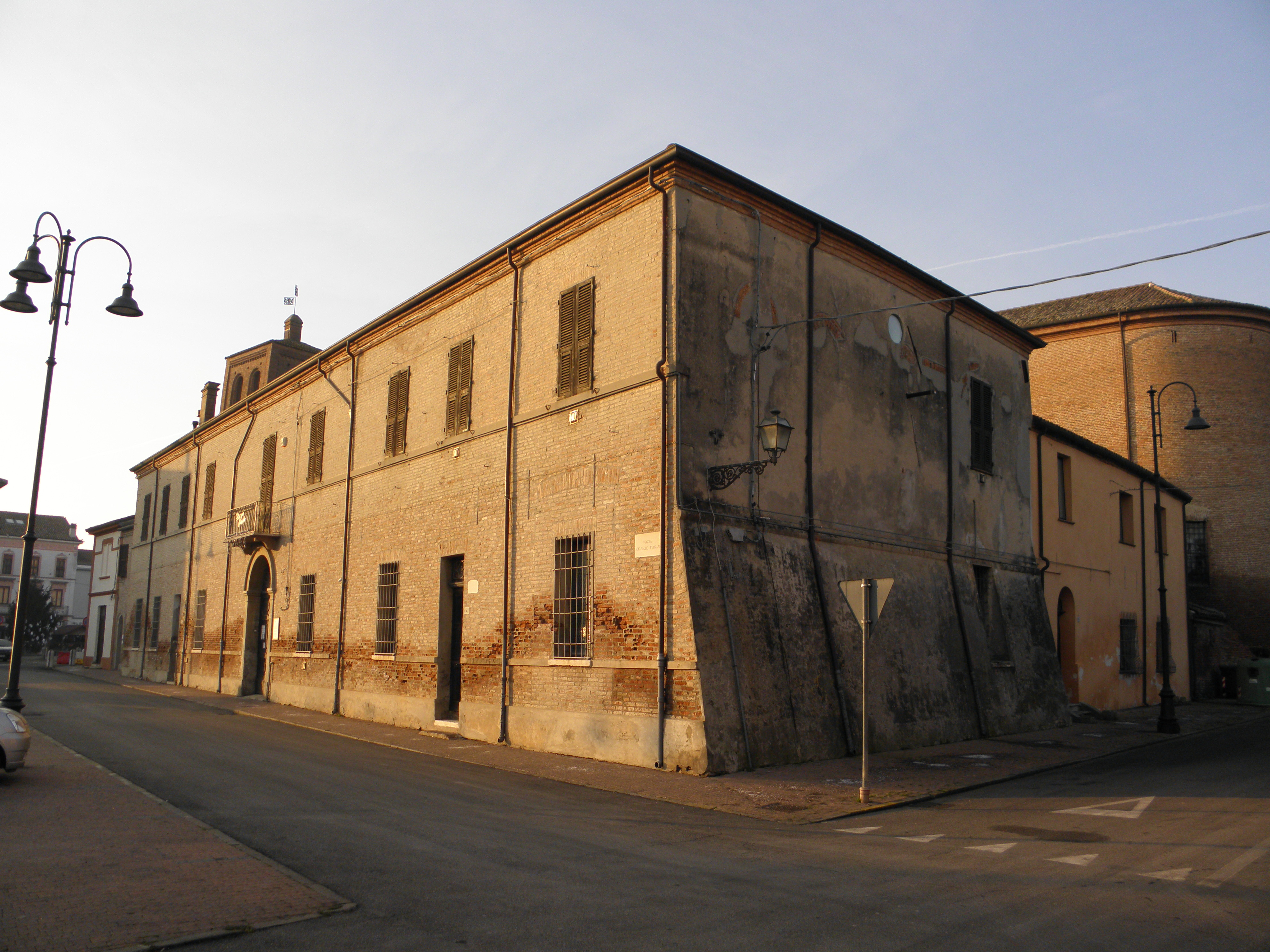
Palazzo del Vescovo, a Massa Fiscaglia.

L'aspetto e l'economia della zona mutarono in modo radicale con le grandi opere di bonifica rese possibili dall'introduzione e l'utilizzo su larga scala, negli anni seguenti all'unificazione dell'Italia, delle idrovore a vapore per il sollevamento meccanico delle acque.
Due dei primi grandi impianti del ferrarese, che da subito incisero in modo radicale sulla morfologia del territorio fiscagliese, furono lo stabilimento idrovoro di Marozzo a Lagosanto, collaudato nel 1874, per la bonifica di Valle Gallare (successivamente collegato alle valli Trebba e Ponti) e lo stabilimento idrovoro di Codigoro, costruito tra il 1873 e il 1875, entrambi basati sulla tecnica di sollevamento per pompaggio e lo scarico nel Po di Volano (acque alte) dei deflussi raccolti da un'ampia rete a giacitura più bassa (acque basse).

Agli impianti di sollevamento si aggiunsero gli sforzi normativi. Alla "Legge Lanza" del 20 marzo 1865, che disciplinava l'organizzazione degli enti territoriali, permettendo la delega da parte dello Stato dei compiti e attività di interesse nazionale (sicché l'Assunteria di Massafiscaglia, attraverso il Consorzio di Bonifica, poté avviare i lavori per gli impianti idrovori per le bonifiche), seguirono la Legge n. 2605 del 1875 (con la quale iniziò la Grande Bonifica Ferrarese più a nord nella valle di Ambrogio), la Legge Baccarini (1882), la Legge Melli (1908) e successive.

Posizione dell'ex comune di Massa Fiscaglia nella provincia di Ferrara.

La prima grande bonifica fu quella della valle Volta (1756 ettari), iniziata nel 1874, seguita da valle Gallare (3700 ettari), alle quali si aggiunsero le adiacenti valli Provane, Raino e Dossi. I terreni liberati dalla prima valle però finirono col diventare proprietà dei Pavanelli, agiata famiglia borghese che tanto influenzò l'economia locale, che la rivendette subito all'ing. Luigi Chizzolini di Milano, il quale ottenne la proprietà, congiuntamente con il banchiere viennese Schanzer, anche dei terreni di valle Gallare. Negli anni successivi passarono ad altri grandi proprietari terrieri o grosse società, senza mai interessare la gran massa degli abitanti della zona, la stessa impegnata dalle opere di bonifica, la quale si vide privata anche delle forme di sostentamento valligiane e costretta ad impegnarsi nel lavoro agricolo sotto i nuovi grandi proprietari. Ne conseguirono violente agitazioni sociali che squarciarono la vita comunitaria. Le proteste continuarono negli anni e si espansero nelle zone circostanti. Fino a tutto il XX secolo l'impegno sociale e politico del ferrarese orientale, rivolto spiccatamente verso i partiti di sinistra, è stato uno dei più alti d'Italia.
Nonostante le profonde trasformazioni economico-culturali e le tensioni sociali, in seguito alle bonifiche la popolazione complessiva circa triplicò tra il 1861 e il 1951, a dispetto anche delle epidemie di colera del 1886 e di influenza spagnola nel 1919 e delle due guerre mondiali.
L'ultima grande bonifica ferrarese interessò la valle del Mezzano tra il 1956 e il 1964.
La popolazione raggiunse il suo massimo negli anni cinquanta del novecento, per poi crollare in seguito ai cambiamenti economici e sociali di quegli anni, che ridimensionarono le economie di tipo agricolo e valligiano, incoraggiando una forte emigrazione verso altre aree maggiormente sviluppate. Infatti la parte orientale del ferrarese non fu interessata da insediamenti industriali di rilievo, forse causa la scarsità delle vie di comunicazione. Priva di autostrade (la A13 passa a Ferrara), tuttora le uniche direttrici nord-sud sono la strada provinciale 68 R di Codigoro e l'antica via consolare Romea, ora strada statale.

### Simboli

Versione aulica dello stemma dell'ex comune di Massa Fiscaglia

Tale fu l'importanza delle campane per la vita locale di Massa Fiscaglia che lo stemma del comune includeva anch'esso una campana.
Il gonfalone era un drappo partito di verde e di azzurro.

## Monumenti e luoghi d'interesse

### Architetture religiose

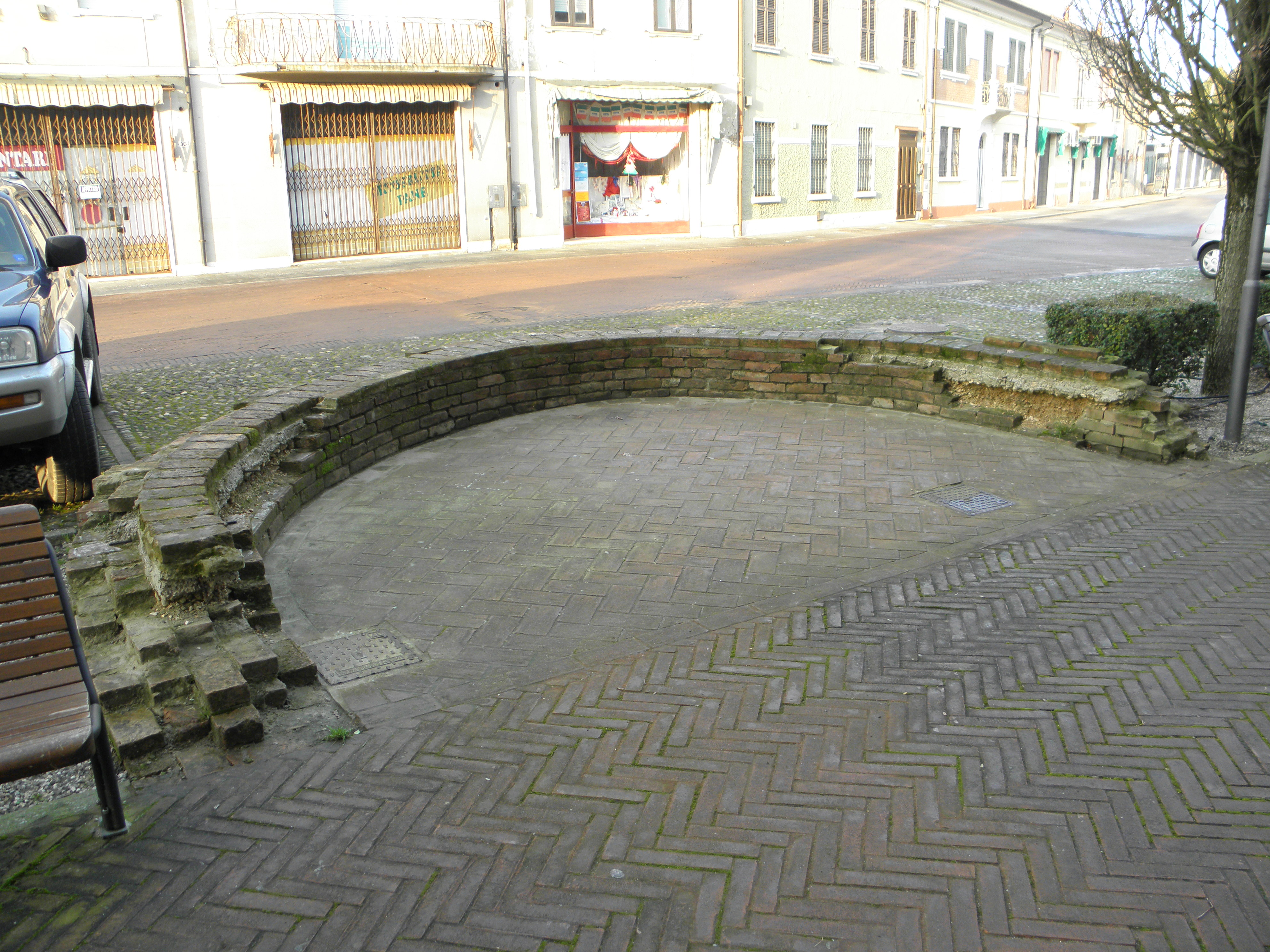
Resti della originaria chiesa dei SS. Pietro e Giacomo.

- Chiesa arcipretale dei Santi Pietro e Giacomo, rieretta tra il 1763 (il coro) e il 1796-1830 (il corpo centrale) con facciata realizzata in cotto in un sobrio stile neoclassico, sui resti di una pieve del XII - XIII secolo, della quale sopravvive il campanile in romanico lombardo e alcuni resti visibili sul lato sinistro[48].
- Santuario della Madonna della Corba, già presente nel XIV secolo, ricostruito nel 1901.
- Ex oratorio di san Antonio Abate (detto Cisulòn), annesso ad un omonimo ospizio dei pellegrini del XVII secolo, riedificato a partire dal 1862, convertito in ufficio postale.

### Architetture civili
- Torre di Tieni - Torre difensiva medievale, con funzioni anche doganali, eretta dagli Estensi in difesa dagli attacchi dei Veneziani.
- Palazzina municipale - Casa padronale ottocentesca, riadattata in stile razionalista durante il ventennio fascista, affacciata sulla piazza principale del centro ferrarese, Piazza Ferrari.
- Palazzo del Vescovo - Edificio più volte rimaneggiato ed ampliato (l'ultimo importante intervento nel 1878) di cui vi è traccia certa dal 1430, residenza dei vescovi di Cervia, poi sede di seminario e casa canonica. Dal 2006 è sede museale con oggetti di arte sacra.
- Oratorio di Santa Maria della Rovere, oggi del Crocifisso della Rovere - in origine cappella privata di fine 1500, con interventi ottocenteschi e nel 1935.

## Società

### Evoluzione demografica
Abitanti censiti

## Cultura

### Biblioteche
- Biblioteca Comunale "Bruno Pasini", Via Castello 18, loc. Massa Fiscaglia

## Infrastrutture e trasporti
Tutte le tre località sono situate sulla strada provinciale 68 R e sono servite da stazioni ferroviarie sulla linea ferrovia Ferrara-Codigoro. Fra il 1901 e il 1931 erano servite da un analogo impianto posto sulla tranvia Ferrara-Codigoro.

## Amministrazione

### Storia amministrativa
il primo statuto comunale fu concesso a Terra Massae Novae Phiscaliae (corrispondente alla attuale Massa Fiscaglia) il 26 maggio 1219.
In seguito a supplica di alcuni residenti, il 13 novembre 1577 il duca Alfonso II d'Este istituiva il consiglio di 12 membri della comunità Milliaro et Rotta, indipendente da Massa di Fiscaglia.
Col Regio Decreto del 2 gennaio 1881 Migliarino divenne amministrazione municipale autonoma su spinta dei già citati Pavanelli.
Il 6 ottobre 2013 si è svolto un referendum consultivo sulla proposta di fondere o meno i tre comuni di Migliaro, Migliarino e Massa Fiscaglia, i cittadini dei tre comuni hanno votato a maggioranza per il sì alla fusione.
Con la LR n. 18 del 7 novembre 2013 in seguito a referendum, il 1º gennaio 2014 Massa Fiscaglia, Migliaro e Migliarino, ritornarono sotto un'unica amministrazione comunale.